# 紅米5A
紅米5A是小米科技於2017年10月16日所發表的入門級智慧型手機，採用高通驍龍425處理器，搭載Android 7.1、5吋720p螢幕、2GB記憶體、16GB儲存空間，於2017年10月20日在中國大陸開賣，價格為599元人民幣。